# Megiddo (album)
Megiddo – minialbum norweskiej grupy blackmetalowej Satyricon wydany 13 czerwca 1997 roku.

## Lista utworów
Opracowano na podstawie materiału źródłowego.
1. "The Dawn of a New Age" – 5:45 (Zremiksowane przez Apoptygma Berzerk)
2. "Night of Divine Power" – 5:50 (ponownie nagrany utwór "The Dark Castle in the Deep Forest" z płyty Dark Medieval Times)
3. "Forhekset" – 4:16 (Live)
4. "Orgasmatron" – 4:59 (cover Motörhead)

## Twórcy
Opracowano na podstawie materiału źródłowego.
| - Sigurd "Satyr" Wongraven - dizajn, produkcje muzyczna, wokal, inżynieria dźwięku, gitara, gitara basowa, instrumenty klawiszowe - Kjetil-Vidar "Frost" Haraldstad - perkusja - Union Of The Lost Souls - dizajn - Kai Robøle - inżynieria dźwięku |  | - Odd H. Jensen - inżynieria dźwięku - Geir Bratland - instrumenty klawiszowe - Grothesk - instrumenty klawiszowe, programowanie - Anders Odden - gitara |

## Wydania
| Rok  | Nr katalogowy     | Format       | Wydawca             | Region                             | Źródło |
| ---- | ----------------- | ------------ | ------------------- | ---------------------------------- | ------ |
| 1997 | FOG 014           | CD, EP       | Moonfog Productions | Norwegia                           | [ 2 ]  |
| 1997 | FOG 014           | 12", EP, Ltd | Moonfog Productions | Norwegia                           | [ 2 ]  |
| 1997 | Fog 014, NB 261-2 | CD, EP       | Moonfog Productions | Moonfog Productions, Nuclear Blast | [ 2 ]  |